# Varanus mertensi
Espèce
Synonymes
- Varanus bulliwallah Worrell, 1956

Statut de conservation UICN

 EN A4be : En danger
Statut CITES
Le Varan de Mertens (Varanus mertensi) est une espèce de sauriens de la famille des Varanidae.

## Répartition
Cette espèce est endémique d'Australie. Elle se rencontre dans le Territoire du Nord, au Queensland et en Australie-Occidentale.

## Description

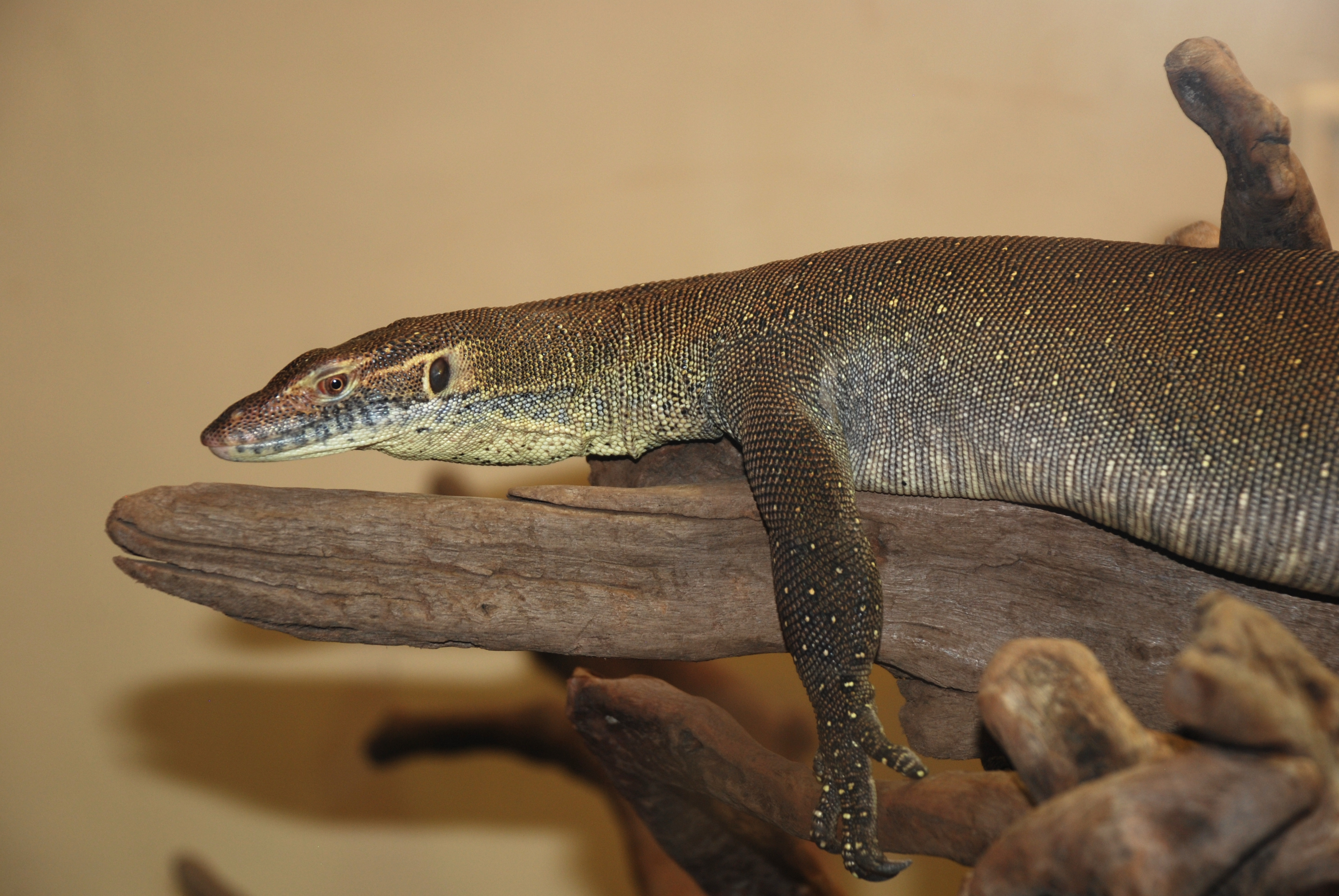

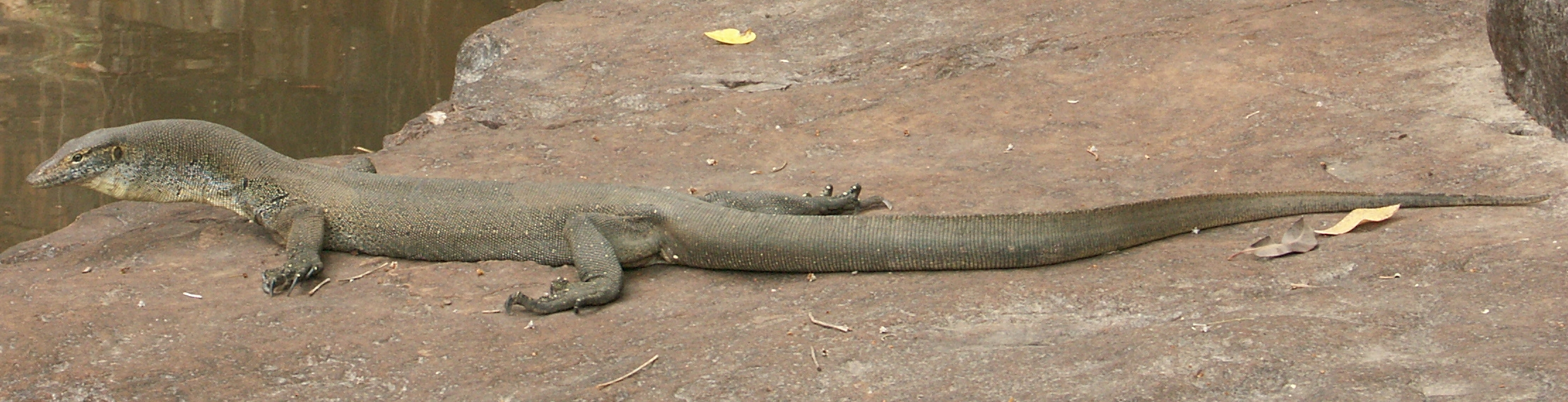

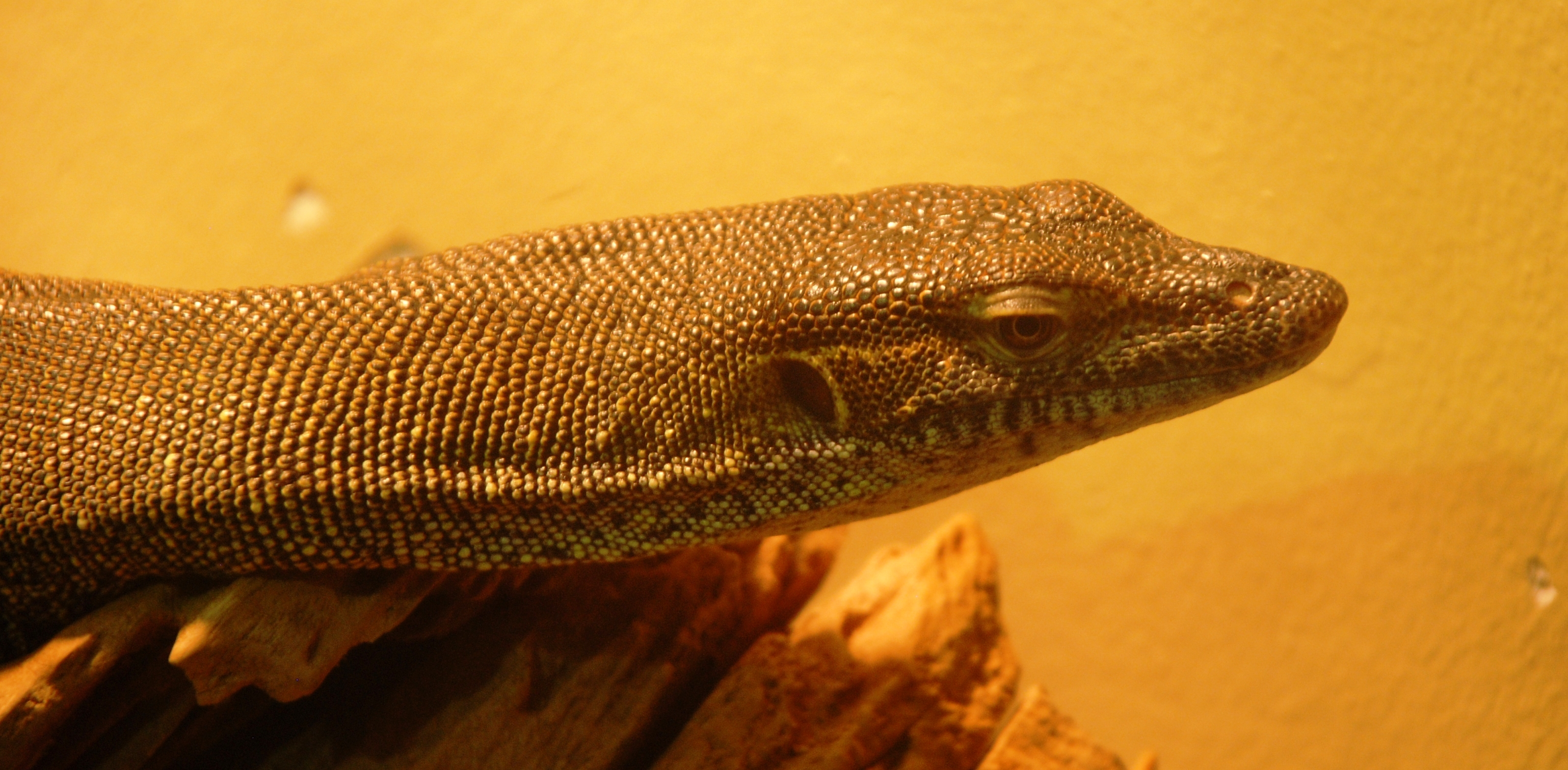

Long de 150 cm, il a une couleur vert foncé avec de petites taches jaunes sur le dos et une gorge jaune. Il est bien adapté à l'eau par sa longue queue et ses narines haut situées qui peuvent se fermer de façon étanche si besoin et de puissantes griffes pour monter aux arbres.

## Étymologie
Cette espèce est nommée en l'honneur de Robert Friedrich Wilhelm Mertens.

## Publication originale
- Glauert, 1951 : A new Varanus from East Kimberley, Varanus mertensi sp. n.. Western Australian Naturalist, vol. 3, p. 14-16.